# Nutashkuan
Pour les articles homonymes, voir Natashquan.
Nutashkuan est une communauté autochtone innue située au Québec, dans la région de la Côte-Nord. La communauté innue de Natashquan parle la langue innu-aimun et le français. Elle compte plus de 800 membres, et est située sur le bord de la rivière Natashquan.

## Toponyme
Nutashkuan signifie en innu-aimun « là où l'on  chasse l'ours » ou « il fait la chasse à l'ours ». La communauté porte le nom de Natashquan de sa création, en 1953, jusqu'en 2017. Le 13 février 2017, elle change son nom pour Nutashkuan.

## Géographie
La réserve est enclavée dans la municipalité de Natashquan.

## Démographie
| 1991 | 1996 | 2001 | 2006 | 2011 | 2016 | 2021 |
| ---- | ---- | ---- | ---- | ---- | ---- | ---- |
| 598  | 639  | 761  | 810  | 841  | 835  | 915  |

## Langues
En 2021, sur une population de 840 habitants, Natashquan comptait 96,6 % d'innuphones (innu-aimun) et 1,1 % de francophones.